# Steve Windolf
 (mai 2018).
Si vous disposez d'ouvrages ou d'articles de référence ou si vous connaissez des sites web de qualité traitant du thème abordé ici, merci de compléter l'article en donnant les références utiles à sa vérifiabilité et en les liant à la section « Notes et références ».
Steve Windolf (né Steve Wrzesniowski le 7 janvier 1982 à Eisenhüttenstadt) est un acteur allemand.

## Courte biographie
Windolf, fils unique de l'infirmière Doris et de l'électricien Dieter Wrzesniowski, a grandi à Fürstenwalde. Après ses premières expériences professionnelles en tant que serveur, technicien de surface dans un bowling, poseur de parquet et facteur, il est allé étudier en 2002 à la Schauspielhochschule à Leipzig. Il s'est lié depuis quelques années avec l'actrice Kerstin Landsmann (de).
Encore au cours de sa formation, il est engagé à la MDR pour la série télévisée En toute amitié. Il a ses premières expériences du monde télévisé en tant qu'objecteur de conscience qui effectue son service civil sous le nom de Sebastian Maier, mais fut appelé par son nom civil. Il fait de nombreuses autres apparitions à la télévision et au cinéma dans Seulement un été, aux côtés d'Anna Loos. À la fin de ses études la ZDF lui offre le rôle du commissaire Daniel Winter dans la série télévisée SOKO Köln. Il quitte la série en 2011, après 92 épisodes et 4 saisons.

## Filmographie (sélection)
- 2005-2007 : En toute amitié (série télévisée, 83 épisodes)
- 2006 : Tierärztin Dr. Mertens (série télévisée, 1 épisode)
- 2006 : GG19
- 2007 : Tatort: Die Anwältin (série télévisée)
- 2008 : Seulement un été
- 2008-2011 : SOKO Köln (série télévisée, 92 épisodes)
- 2011 : Alerte Cobra (série télévisée)
- 2012 : Tatort: Alles hat seinen Preis (série télévisée)
- 2012 : Idiotentest (téléfilm)
- 2013 : Mick Brisgau (série télévisée, épisode Zur Kasse, Schätzchen)
- 2013 : Doc meets Dorf (série en sept épisodes)
- 2013 : Die Frau, die sich traut
- 2013 : Police 110 : le fils prodigue (série télévisée)
- 2014 : Frauenherzen
- 2014 : Garde-côtes (série télévisée, épisode Ein schmutziger Spiel)
- 2014 : Polizeiruf 110: Eine mörderische Idee
- 2014 : Le Chemin de San Jose
- 2015 : Drunter un Brüder
- 2015 : Starfighter (téléfilm)
- 2016 : Ku'damm 56
- 2016 : Die Hebamme (Romanreihe) de Roland Suso Richter
- 2016 : Polizeiruf 110: Endstation
- 2017 : Der 7. Tag
- 2018 : Tatort: Mord ex Machina
- 2018 : Cecelia Ahern: Ein Moment fürs Leben (téléfilm)
- 2018 : Entdecke die Mandy in dir (téléfilm)